# Forlaget Turbulenz
 Der er for få eller ingen kildehenvisninger i denne artikel, hvilket er et problem. Du kan hjælpe ved at angive troværdige kilder til de påstande, som fremføres i artiklen.

Forlaget Turbulenz er et dansk forlag, der blev stiftet i 2008. Det er primært kendt i medierne som forlaget bag David Nielsens Sorte Svin, Peter Lundins En morders bekendelser og Medinas dagbog Tæt på. 
David Nielsens bog affødte stor debat, for eksempel i TV3s fodboldprogram Fodbold uden filter, hvor Niels-Christian Holmstrøm, Karsten Aabrink, Marc Rieper, Jacob Nielsen og Rasmus Ankersen debatterede bogen og dens markante fortællinger fra David Nielsens liv som topspiller i dansk fodbold. Se debatten på Onside.dk Arkiveret 26. januar 2022 hos  Wayback Machine
Både Fodbold uden filter og TV2s Lige På og Sport (LPS) satte seerrekord i forbindelse med omtalen af bogen.
Forlaget har haft succes med at udgive bøger målrettet det yngre publikum.
Jonas Ankersen ejer forlaget.

## Udgivelser på Turbulenz
- Du er ikke alene af Chris MacDonald, 2011
- Spejlvendt af Lene Siel, 2010
- Guldminerne af Rasmus Ankersen, 2010
- Medina – Tæt på af Medina, 2010
- Et ekstremt lykkeligt liv af Waage Sandø, 2010
- Når mor dør af Lene Skriver Bak, 2010
- Ruth i krig af Ruth Brik Kristensen, 2010
- VM-bosserne af Hans Krabbe og Dan Hirsch Sørensen, 2010
- Velkommen på forsiden af Robert Hansen, 2009
- En morders bekendelser af Peter Lundin, 2009
- Opdragelse af en vinder af Rasmus Ankersen, 2009
- Verdens bedste mor af Line Baun Danielsen, 2009
- Leder DNA af Rasmus Ankersen, 2008
- Derfor! af Carsten Mørch, 2008
- Sorte Svin af David Nielsen, 2008
- En vinders DNA af Rasmus Ankersen, 2007